# .pt
.pt ist die länderspezifische Top-Level-Domain (ccTLD) des Staates Portugal. Diese Top-Level-Domain wurde am 30. Juni 1988 bei der IANA registriert. Technisch verwaltet wird sie von der Assis Neves Guerreiro (Stiftung für nationales wissenschaftliches Rechnen) in Lissabon auf acht Servern in Portugal und anderen Ländern.

## Eigenschaften
Bei einer Registrierung wird von Unternehmen eine Umsatzsteuernummer verlangt, von Privatpersonen die Personalausweisnummer. Außer einer individuell frei wählbaren Domain-Endung direkt unter .pt ist auch eine .com.pt-Endung möglich.
Am 1. Mai 2012 lockerte die zuständige portugiesische Behörde Foundation for National Scientific Computing (FCCN) die Vergabekriterien für .pt-Domains derart, dass sie nun praktisch jedermann zur Verfügung stehen. Zuvor war dies nur Unternehmen, Freiberuflern, öffentlichen oder privaten Einrichtungen und Markeninhabern gestattet. Infolge der Liberalisierung stieg die Verbreitung der Adresse rasant an, .pt hat gegenüber anderen ccTLDs stark an Bedeutung gewonnen.